# Solenophora endlicheriana
Solenophora endlicheriana là một loài thực vật có hoa trong họ Tai voi. Loài này được (C. Heller ex Fenzl) Hanst. miêu tả khoa học đầu tiên năm 1865.